# 감비아 요리

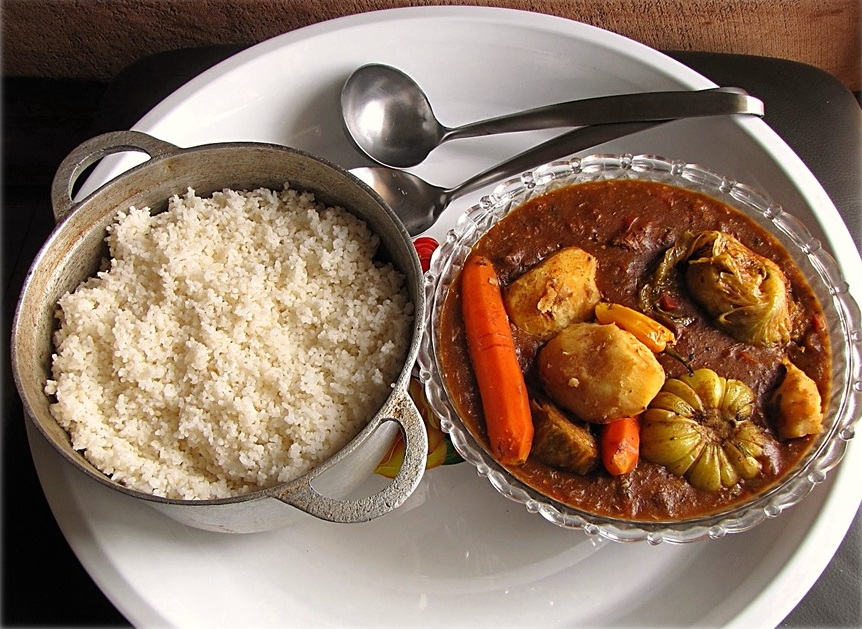
도모다와 쌀밥

감비아 요리(Gambia 料理, 영어: Gambian cuisine 갬비언 퀴진[*])는 서아프리카에 있는 감비아의 요리이다.

## 같이 보기
- 서아프리카 요리